# Geländespiel
Geländespiel bezeichnet eine Kategorie von Spielen, die in einem natürlichen oder auch  künstlich gestalteten Spielgelände stattfinden. Nach dem jeweiligen Areal, das sie nutzen, werden sie von der Spielwissenschaft weiter untergliedert. So können Geländespiele als Outdoorspiele in Freigeländen oder als Indoorspiele in Innenbereichen praktiziert werden. Diese wiederum lassen sich nach der jeweiligen Örtlichkeit weiter, etwa in Straßenspiele, Waldspiele oder Hallenspiele, aufteilen.

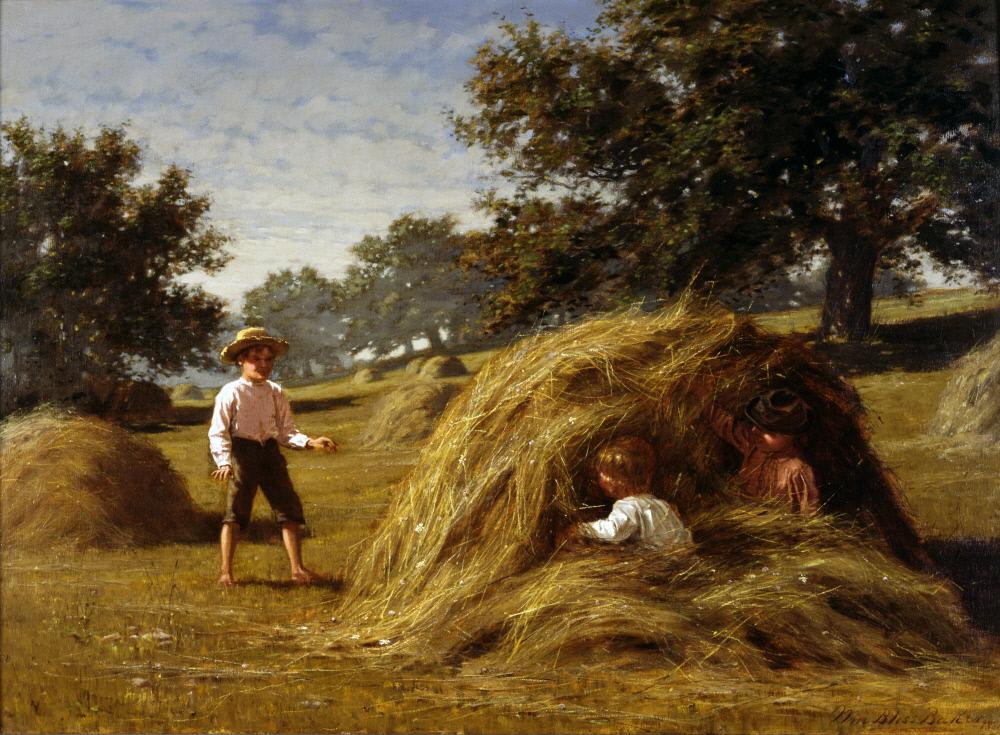
Kindliches Geländespiel (Gemälde v. W.B. Baker 1881)

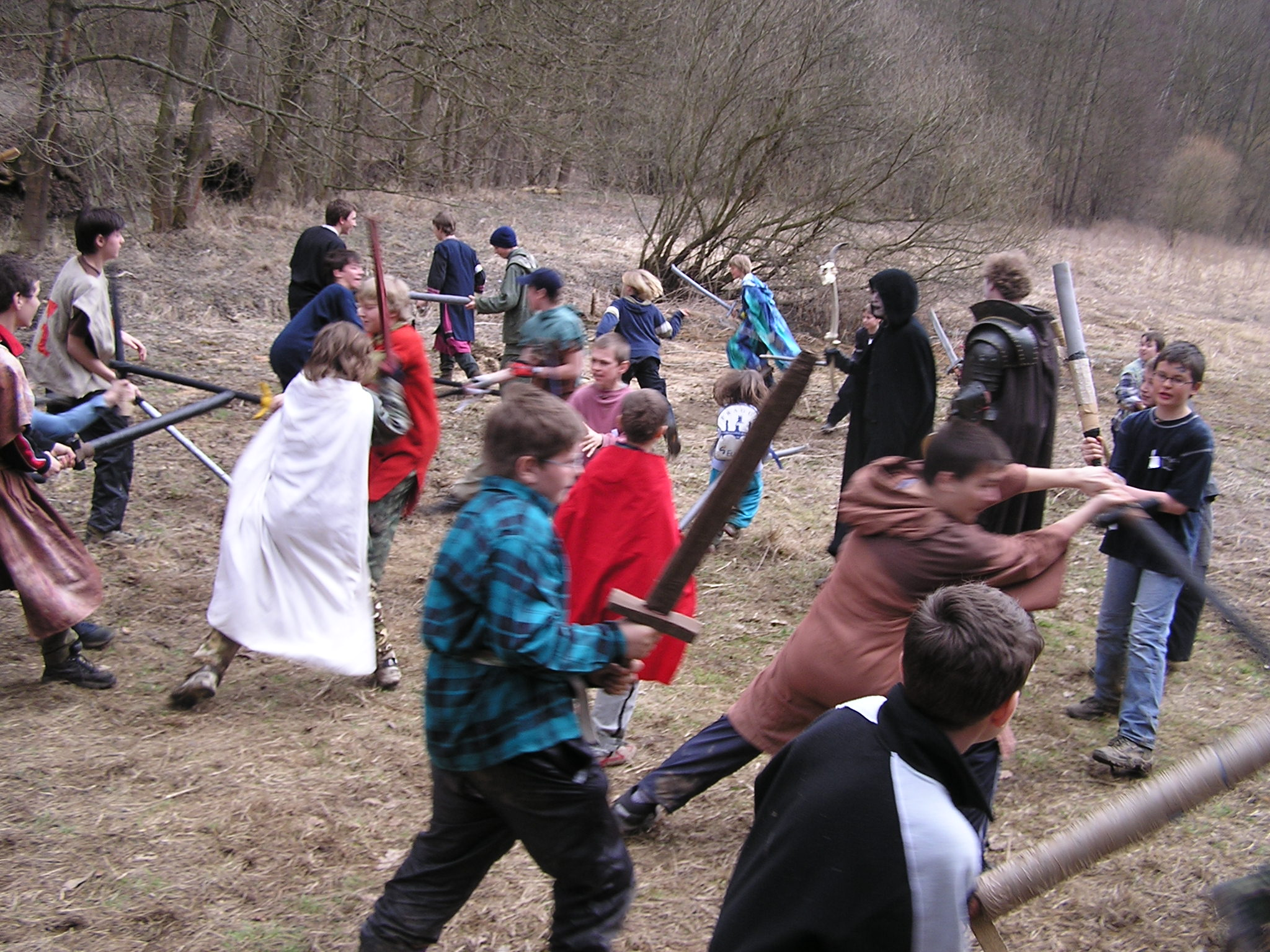
Hordenspiel mit Holz- und Pappschwertern

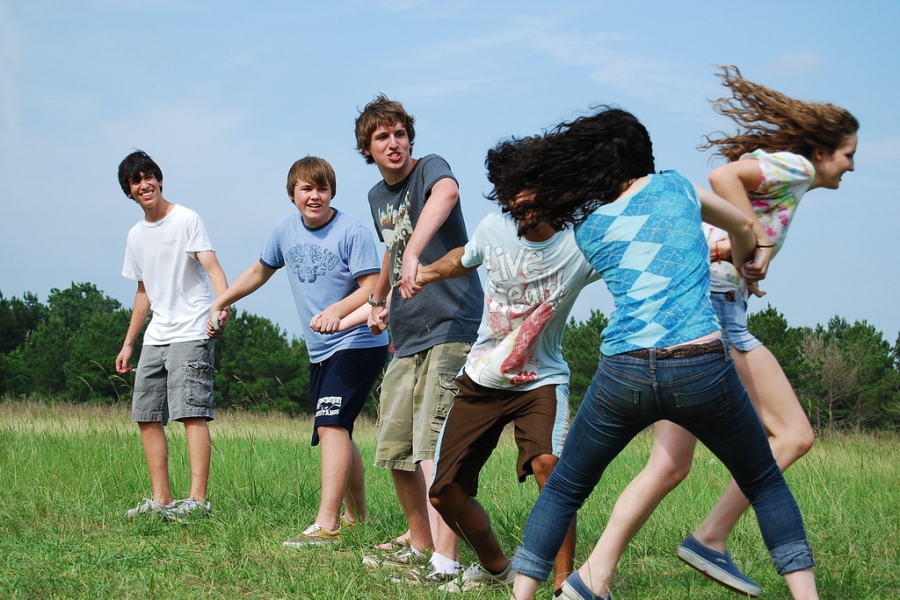
Geländespiel „Kettenbrechen“ oder (historisch) „Der Kaiser schickt seine Soldaten aus“

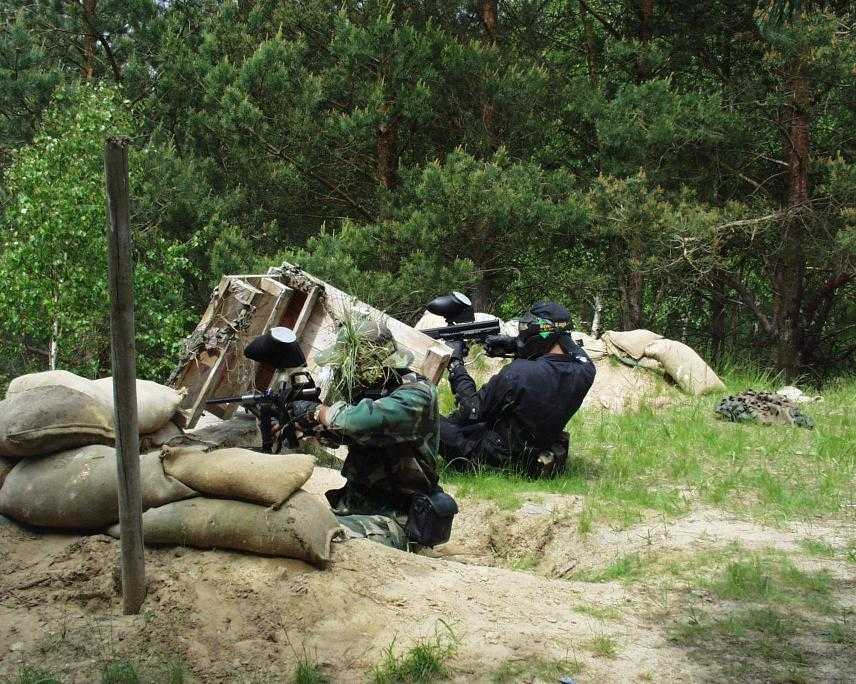
Geländespiel Paintball

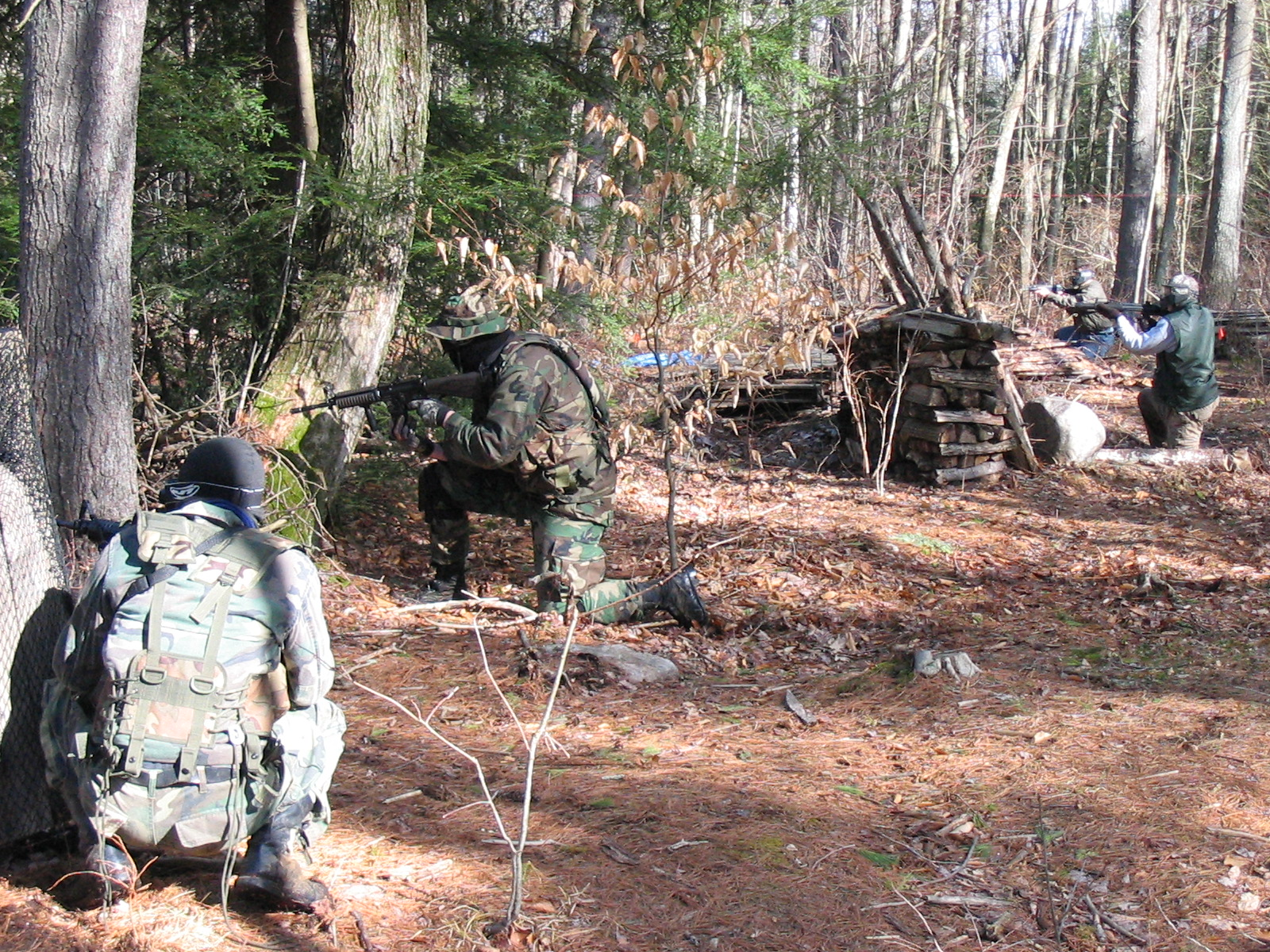
Airsoft, Geländespiel mit Plastik-Projektilen

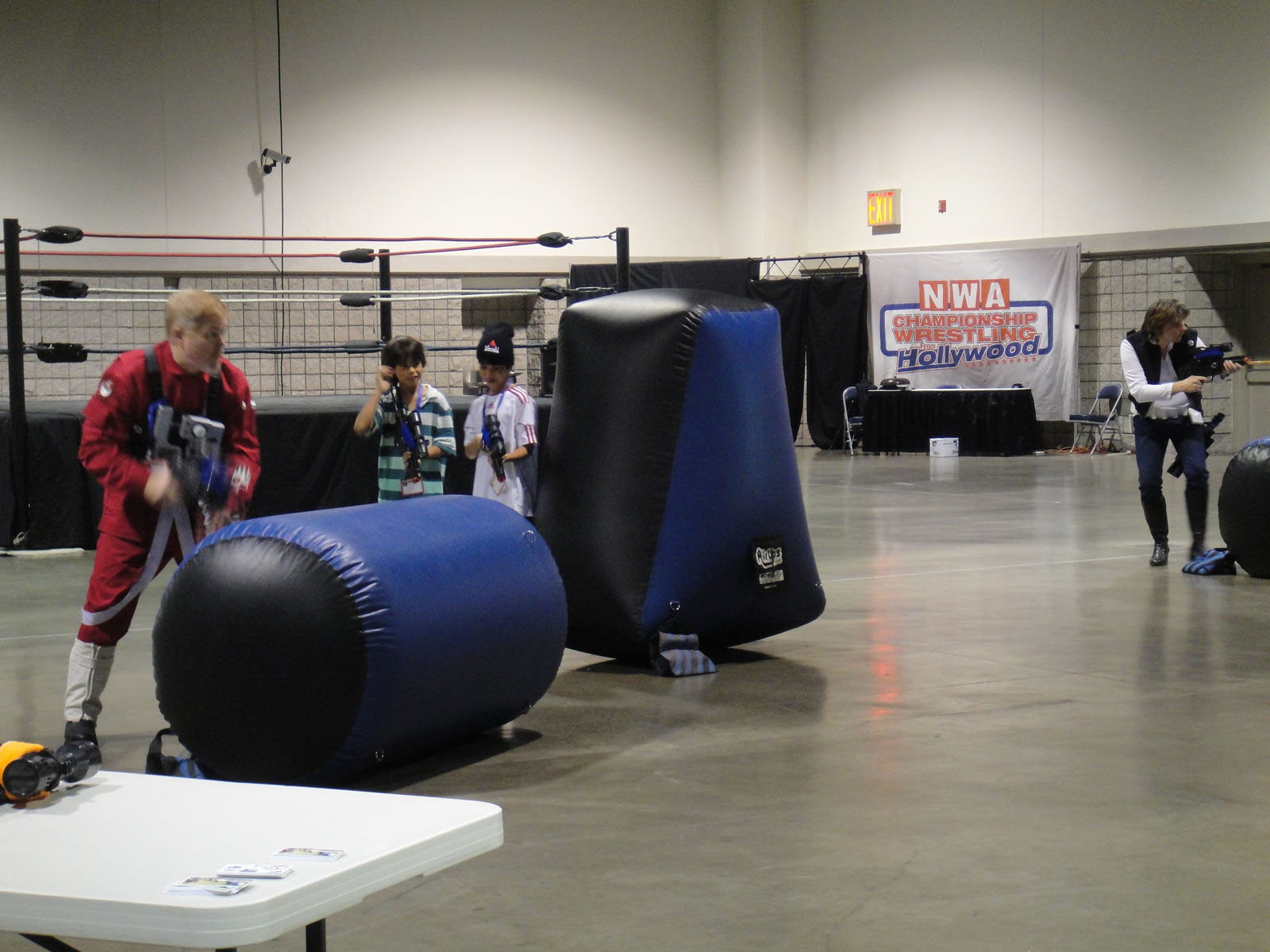
Geländespiel Laser Tag als Indoorspiel

## Begriff
Die Spielgattung Geländespiele erhielt ihre Bezeichnung nach der Räumlichkeit, dem Spielgelände, in dem sich verschiedene Spielgedanken ausleben lassen. Die Spielwissenschaft unterscheidet dabei zwischen Geländespielen in weiträumigen Außengeländen, sogenannten Freigeländen, wie sie die gegebene Umwelt mit ihren Bäumen und Büschen, Hügeln und Höhlen, Gruben und Gräsern, aber auch bauliche Gegebenheiten wie Schulgelände, Parks, Gartenanlagen oder Burgruinen bereitstellen und Geländespielen in künstlich gestalteten Innengeländen, Spiellandschaften etwa in Sporthallen, die in der Regel speziellen Spielideen oder einer pädagogischen Orientierung folgen. Prädestiniert das Freigelände durch seine größere Ausdehnung eher zur Realisierung weiträumiger Spielwünsche, so lässt sich die selbst gestaltete Kunstlandschaft besser den individuellen, auch didaktischen Ambitionen der Spielpädagogik anpassen. Der jeweilige Raumbedarf ist vor allem vom Alter der Spielenden, von ihren Spielbedürfnissen und den gewählten Spielformen abhängig.
Computerspiele, die auf einem Bildschirm-Gelände ablaufen, zählen in der spielwissenschaftlichen Systematik nicht zum Genre der Geländespiele. Sie werden unter den Bezeichnungen Virtuelle Spiele oder Elektronikspiele kategorisiert. Manöverspiele wie beispielsweise die Hitlerjugend Gelände-Übung, Indianerspiele, Ritterspiele oder Eisenbahnspiele, die auf einem Spielbrett stattfinden, werden unter der Spielgattung der Brettspiele zusammengefasst.

## Historisches
Das seit alters bis heute anhaltende breite Interesse an Geländespielen hat mehrere Wurzeln:
Die ältesten Zeugnisse weisen auf militärische Ambitionen zurück. Bereits im antiken Griechenland, beim römischen Militär und bei den Germanen waren vielfältige Formen bekannt, mit Geländespielen die wehrfähigen Männer auf den kriegerischen Ernstfall vorzubereiten. Teile dieser Wehrspiele sind auch in der Neuzeit noch im Zusammenhang mit Manöverübungen, etwa von Spezialeinheiten der Polizei oder des Militärs, üblich. Sie beziehen sowohl das weiträumige Freigelände mit seinen Versteck-, Tarn- und Anschleichmöglichkeiten als auch den Häuserkampf und unmittelbare menschliche Konfrontationen mit Waffen in das Spielgeschehen ein. Bei den militärisch ambitionierten Spielformen stehen heute vor allem die Beachtung des Prinzips der Gewaltfreiheit, das Einhalten rechtlicher Vorschriften des Umweltschutzes für spezielle Gelände wie Wald und Gewässer und der Umgang mit Waffen unter öffentlicher Beobachtung.
Auch der häufig als ‚Turnvater’ apostrophierte Pädagoge Friedrich Ludwig Jahn folgte noch dem Gedanken der Wehrertüchtigung über Geländespiele und nutzte dazu bereits den Weg zu seiner turnerischen Übungsstätte in der Berliner Hasenheide. Für Jahn waren die Geländespiele ein Teil seiner „Jugendbildung“, um die männliche Jugend für den Freiheitskampf gegen Napoleon Bonaparte vorzubereiten. Sein pädagogisches Credo hieß: „Erst wenn alle wehrbare Mannschaft durch Leibesübungen waffenfähig geworden, streitbar durch Waffenübungen, schlagfertig durch erneuerte Kriegsspiele und Immergerüstetsein […] kann ein solches Volk ein wehrhaftes heißen.“ Zu Jahns beliebtesten Geländespielen gehörten das „Jagdspiel“, das „Ritter-und-Bürger-Spiel“ und das „Stürmen“. Auch in der Folgezeit war der Wehrgedanke noch weithin prägend für die Spielgattung Geländespiel.
Ein weiterer historischer Impuls für Geländespiele kam aus der sogenannten Jugendbewegung im ersten Drittel des 20. Jahrhunderts. Der Spieltrieb befreite sich aus dem „Kerker“ der „muffigen Schulstuben“ und „enger Städte Mauern“ und führte die Schüler und Studenten des Wandervogel in romantisch verklärter Euphorie zu Spielen in die ursprüngliche Natur hinaus. Viele der hier entstandenen Spielformen haben sich bis heute bei Jugendorganisationen wie etwa den Pfadfindern erhalten. Der Spielhistoriker Hans Scheuerl sagt dazu:„Geländespiele, Keilereien, Schlachten zwischen Gruppe und Gruppe, Bund und Bund wurden gerne durch Bilder aus einer romantischen Phantasiewelt überhöht: Man identifizierte sich mit Helden aus entfernten Epochen, nahmen deren Titel und Namen an. ‚Raubritter’ lauerten ‚Pfeffersäcken’ auf, ‚Heerscharen’ kämpften um das Lager, die Fahne.“
Ein dritter Anstoß kam aus der Tradition des über Generationen hinweg überlieferten Kinderspielguts: Johanna Woll, Margret Merzenich und Theo Götz erinnern in ihrer Spielesammlung an die Spielwelt der Kinder in der vordigitalen Zeit, als in einer noch verkehrsarmen, wenig besiedelten häuslichen Umgebung und ohne aufwendiges technisches Spielzeug Geländespiele mit Naturgegenständen wie Kastanien und Tannenzapfen, mit selbst gefertigten Drachen, Pfeil und Bogen, Steinschleudern oder einfache Bewegungsspiele wie ‚Bäumchen wechselt euch’, ‚Räuber und Gendarm’, ‚Such- und Versteckspiele’ möglich und für die Kinder attraktiv waren.
Die Spielwissenschaftler Siegbert A. Warwitz und Anita Rudolf verweisen darauf, dass Geländespiele bei Kindern und Jugendlichen zu allen Zeiten vor allem immer dann eine Hochkonjunktur erlebten, wenn das dazu erforderliche Spielgelände reichlich zur Verfügung stand. So habe sich gerade in besonders spielfeindlichen Zeiten von Kriegen für Kinder in zerbombten Städten und verfallenden Dörfern, in Häuserruinen, verlassenen Fabrikanlagen und verwahrlosten Gärten, ein ideales Terrain für Geländespiele aller Art ergeben. Die in diesen Zeiten entstandenen Spielformen, die oft bereits in ihrer Namensgebung die kriegerische Zeitwirklichkeit abbildeten, wie „Land abnehmen“, „Kesselschlacht“ oder „China erklärt den Krieg gegen …“ wurden –oft unter Beibehaltung ihres Spielgedankens- in neuerer Zeit aus pädagogischer Rücksicht gern umetikettiert. So wurde nach Warwitz/Rudolf unter dem Einfluss der Friedensbewegung in den Nachkriegsjahren etwa aus dem alten Kinderspiel „Der Kaiser schickt seine Soldaten aus“ das harmloser klingende „Kettenbrechen“, und das Geländespiel „Völkerschlacht“, bei dem es ursprünglich um den symbolischen Ausrottungskrieg zweier Völker ging, mutierte auch didaktisch zu dem maßvollen Parteienspiel „Völkerball“, bei dem abgetroffene (getötete) Spieler sich sogar wieder ins Spiel bringen können.

## Spielgelände
„Das Spielgelände bildet nicht nur den Rahmen für Spiele. Es kann auch Impulse zum Spielen geben.“ Geländespiele setzen daher ein Areal voraus, das entweder als Naturgelände schon von sich aus ein ansprechendes Terrain für Spielszenarien bietet oder aber sich als ein solches von den Spielenden entsprechend ihren Spieleinfällen selbst gestalten lässt.
Prinzipielle Unterschiede bei den Geländespielen gibt es bei den unterschiedlichen Zielsetzungen. In einer Vielzahl von Spielen müssen sich die gegnerischen Parteien suchen und finden, oder Geländemarkierungen erreichen. Bei „Capture the Flag“ zum Beispiel verteidigt eine Mannschaft symbolisch durch eine Fahne ihr Territorium oder es muss, wie beim Geocaching, mit vorgegebenen Koordinaten ein „Schatz“ gefunden werden. Den meisten Geländespielen gemeinsam ist das Vorhandensein zweier Spielparteien, nur das Geocaching ist auch als Einzelspieler zu bestreiten und bei der Schatzsuche wird oft der Weg das Ziel.

### Indoorspiele
Geländespiele benötigen ein strukturiertes, abwechslungsreiches Gelände. Für jüngere Kinder können in Anbetracht ihrer noch relativ engen Aktionsräume bereits Kleingelände im Wohnbereich wie Spielzimmer, Dachböden oder Kellerräume zu kleinen Spiellandschaften mit Aufforderungscharakter werden. Mit zunehmendem Alter, größer werdenden Aktionsräumen und anspruchsvoller werdenden Spielbedürfnissen erweitert sich allerdings auch der Raumbedarf für Geländespiele, der sich aber bereits in größeren Räumlichkeiten wie Sporthallen befriedigen lässt.
Die Sportpädagogen Andreas Brinckmann und Uwe Treeß zeigen an praktischen Beispielen, wie die Gestaltung von Geländespielen unter sporterzieherischen Zielsetzungen in künstlichen Arrangements von Spielgelände in einer Turnhalle gelingen kann.
Siegbert A. Warwitz und Anita Rudolf zeigen, wie eine Sporthalle mit ihren Abstellräumen, Installationen, Geräten, Matten, Materialien im Rahmen einer Projektwoche unter dem riesigen Tarnnetz der Bundeswehr zu einer Dschungellandschaft werden kann, in der sich zahlreiche Aktivitäten praktizieren lassen, wie sie sich in ähnlicher Weise auch in einem wirklichen Dschungel bieten könnten: Ein Fluss muss mittels einer Liane (Kletterseil) überschwungen, ein anderer wegen der Piranhas mit einem Boot (Rollbrett) überquert, eine Schlucht balancierend überwunden, Felsen erstiegen, eine Höhle durchkrochen, ein Baumhaus erklettert werden. Begegnungen mit wilden Tieren und das Auffinden von zuträglichen Nahrungsmitteln lassen sich nur über die richtige Beantwortung entsprechender Fragen bewerkstelligen.
Auch kriegsähnliche Waffenspiele wie etwa das Laser Tag lassen sich in Innenräumen, die mit anspruchsvollen Hindernissen und Deckungsmöglichkeiten ausgestattet sind und als  ‚Arena’ oder ‚Laserdrom’ bezeichnet werden, austragen. In verschiedenen Spielvarianten können unterschiedliche Kampfformen praktiziert werden. So geht es etwa beim Capture the Flag um die Auseinandersetzung zwischen zwei Teams und die virtuelle Eroberung der gegnerischen Fahne.

### Outdoorspiele
Eine spielfreundliche Wohnumwelt, Wald und Feld im Nahbereich, aber auch verkehrsberuhigte Straßen, ein Park oder ein frei gegebenes Schulgelände kommen bereits für Geländespiele von Kindern infrage.
Die weitläufigen Anlagen eines Bauernhofs mit Scheunen, Schuppen, Schobern und Ställen oder das Gelände einer Burgruine mit verschlungenen Treppen und Türmen, Winkeln und Wehranlagen kommen den Bedürfnissen Jugendlicher nach spannenden Geländespielen entgegen. Ideale Spiellandschaften bieten Areale mit einer abwechslungsreichen Topografie, die viel Bewegung, Entdeckungsmöglichkeiten und das Ausleben von Abenteuerspielen zulassen.
Interessante Varianten von Geländespielen ergeben sich, wenn die Veranstaltung in der Nacht oder im Winter, oder unter Zuhilfenahme von Geländeskizzen, Karten oder satellitengestützter Orientierungsmethoden (GPS) stattfindet. Letztere kann man grob auch unter dem Begriff „Location-based Games“ zusammenfassen.

## Beispiele (Auswahl)
Kinder
- Bäumchen wechselt euch
- Räuber und Gendarm
- Tarzanspiele
- Indianerspiele
- Schatzsuche (Spiel)
- Versteckspiele

Jugendliche
- Pinneken kloppen
- Kettenbrechen (Der Kaiser schickt seine Soldaten aus)
- Ritterspiele
- Parkour
- Capture the Flag (Erobere die Fahne)
- Schnitzeljagd, auch als Geocaching/GPS-Schnitzeljagd
- Schmuggler und Grenzwächter
- Munzee (Geländespiel mit einer Smartphone-App.)

Erwachsene
- Kriegsspiele
- Amateurfunkpeilen (Fuchsjagd)
- Airsoft
- Paintball
- Lasergame (Laser Tag)

## Spielpädagogische Bedeutung
Geländespiele gewinnen ihren besonderen Reiz durch ihre abwechslungsreiche Räumlichkeit, die sich daraus ergebenden beträchtlichen Handlungs- und Bewegungsspielräume sowie das Moment des Abenteuers, das ihnen anhaftet.
So kann beispielsweise eine Spiellandschaft, erstellt aus den unterschiedlichen Geräten und Einrichtungen einer Turnhalle, zum Klettern, Rutschen, Hangeln, Balancieren, Schweben, Schaukeln, Abseilen anregen und damit einen didaktisch wertvollen Beitrag zur Entwicklung körperlicher Grundfertigkeiten im Sinne einer zeitgemäßen Sporterziehung leisten.
Im Rahmen von interdisziplinären Projekten eignen sich Geländespiele, historisches Wissen in lebendigem Erleben aufzuarbeiten, etwa mit der Inszenierung von Ritterspielen im Gelände einer Burgruine.
Im Sektor Polizei- und Soldatenausbildung bieten Geländespiele den Vorteil einer zugleich wirklichkeitsnahen und durch den Spielcharakter attraktiven Form für die physische und psychische Einsatzausbildung.

## Besonderheiten

### Schweizer Geländespiel
Bei den Schweizer Pfadfindern bezeichnet „Geländespiel“ auch ganz allgemein ein Spiel, das nicht auf dem Lagerplatz selbst stattfindet. Eine Standardform des Spiels ist die folgende:
- Mannschaft A hat einen Ring (mit Seilen markierter Kreis), darin liegen Dosen mit Fruchtsalat,
- Mannschaft B hat einen Ring, darin liegen Dosen mit Fruchtsalat.

Mannschaft A muss nun die Dosen der Mannschaft B stehlen (und umgekehrt) und in den eigenen Ring transportieren, dabei können sie von Spielern der Mannschaft B abgefangen werden. Wer am Schluss mehr Dosen in seinem Ring hat, hat gewonnen. Der Preis der Sieger ist die eroberte Beute. Ein solches Spiel dauert in der Regel 1 bis 2 Stunden und kann mit 5–500 Teilnehmern gespielt werden. Dieses Spiel kann auch beliebig variiert werden. Besonders beliebt sind folgende Varianten:
- mehr als zwei Mannschaften
- Einführung einer Währung – Objekte, die zum Sieg nötig sind, müssen gekauft werden, Währung muss verdient werden, Spielleiter können als Mitspieler gemietet werden.
- Mannschaften müssen sich am Schluss des Spiels vereinigen, um zum Sieg zu kommen (Kooperationsbestreben).

### Geschichten
Geländespiele werden bisweilen in Geschichten eingebettet. Dazu werden Rollen und Szenarien nachgespielt oder erfunden und passende Regeln und Bräuche abgeleitet. Oft werden die Rollenträger entsprechend verkleidet und mit Requisiten ausgestattet. Oft sind Geländespiele Teil einer Themenwoche in einer Jugendfreizeit. Beispiele sind: Cowboy und Indianer, Räuber und Gendarm, Seeräuber und Handelsflotte, Schmuggler und Grenzwächter. Eingeleitet wird das Geländespiel dann mit einem Storytelling.